# Live Your Life
«Live Your Life» (en español: «Vive tu vida») es una canción del rapero y compositor Norteamericano T.I. con la colaboración de la cantante y Compositora barbadense Rihanna, producida por Canei y coproducida por Just Blaze con muestras de "Dragostea din tei" de O-Zone y lanzada por Warner Music, durante el tercer cuarto de 2008, como el segundo sencillo del sexto álbum de estudio del rapero, Paper trail. "Live Your Life" fue interpretada en vivo junto a la canción "Whatever you like" en los MTV Video Music Awards 2008.
De acuerdo a la compañía The Official UK Charts Company, «Live Your Life» ha vendido alrededor de 370 mil copias en el Reino Unido, las cuales le convierten en el sencillo más vendido de Paper Trail en el estado.

## Lanzamiento
La primera versión de la canción se filtró en Internet el 26 de agosto, antes de la ejecución de adjudicación, aunque esa versión no era la versión dominado. El funcionario dominado de la versión del álbum, que ha tenido un propio verso de Rihanna, T.I y la dedicación de los soldados en el campo de batalla iraquí; en la primera parte, le dijo:

"Ay... This a special what's hapnin' to all my, all my soldiers over there in Iraq. Errbody right here, what you need to do is be thankful for the life you got you know what I'm sayin'? Stop lookin' at what you ain't got, start and be thankful for what you do got. Let's give it to 'em baby girl ")

Ya ha sido lanzado como una descarga digital de promoción para las estaciones de radio. La radio edit solo es de 4:01 minutos, la versión del álbum es el mismo que el anterior, excepto el verso de Rihanna es más largo, la introducción de T.I es más largo, el coro se extiende y la muestra se utiliza al final, la versión del álbum es de 5:39 minutos.
La canción contiene una versión de la canción de O-Zone "Dragostea Din Tei", un sencillo número uno en toda Europa que se hizo más famoso por el meme Numa Numa Internet.

## Video
El video filmado en octubre de 2008. de las estrellas T.I y Rihanna. El video musical se utiliza la radio edit de la canción extendida. El vídeo se reproduce al revés, empezando por el final del día de T.I. Dura 18:33 minutos. En la escena inicial T.I es un caminador. La canción se inicia y va de una serie de tomas de metro y Rihanna en su camerino. T.I. se remonta a caminar y se muestra de sangre por toda la cara y otros distintos cortes. T.I. Luego, se muestra en un automóvil a las 6:01 PM. El video luego muestra a T.I a las 6:27 PM. Él se tira fuera del coche y es pateado por un hombre corpulento. El video luego de nuevo a 17:21 en el día. T.I se muestra usando el mismo juego que hizo anteriormente en el video, excepto que no es sucia y rota. Luego se encuentra con un grupo de matones. T.I preventivamente recibe un puñetazo por uno de los hombres. Luego es golpeado por el restom de los hombres allí. Aquí, el video comienza un arco argumental diferente, mostrando T.I antes de hacer su fortuna. El video toma su turno para pasar de T.I. a cantar en un estudio de grabación para él y frente a la casa de un dado de juego y dominó con algunos de sus amigos. Esta parte del video se entremezcla con los clips de la otra historia de arco, como muestra de T.I con un maletín lleno de dinero. Después de esto, el video es sobre todo volver a arco de la historia principal. T.I se muestra en el baño de un bar a las 4:35 PM. A las 4:37 p. m. que sale en la barra. El video muestra a T.I. hablando con un hombre diciendo que "quieren a cabo.", el hombre responde explicando que no hay para salir, no para él ni para el personaje que interpreta Rihanna. A las 4:41 p. m. T.I cierra la maleta de dinero sobre la mesa y lo muestra al hombre diciendo que "he terminado. Yo mismo llegué aquí, me voy a salir". Luego se le ve caminando en ese mismo bar, en un flashback, con un CD en la mano. El hombre que hablaba anteriormente con T.I lo llama más. Se trata de un flashback que muestra a T.I tratando de conseguir un contrato discográfico. El último disparo del vídeo tiene lugar en torno al mismo tiempo que el primer disparo de la fuente. T.I. camina por las cloacas de LA, levantando las manos triunfalmente en el aire con una hemorragia y cara marcada. Lo que significa que tuvo éxito en la compra de su salida del contrato de grabación original, tanto con el dinero que ganó y obteniendo saltó. 
El productor de la canción, Just Blaze, es brevemente visto jugando billar en el bar durante la segunda estrofa y el coro final.

## Listas y certificaciones
| Lista                              | Mejor posición |
| ---------------------------------- | -------------- |
| Australian ARIA Chart              | 3              |
| Austrian Singles Chart             | 5              |
| Belgium Singles Chart Flanders     | 15             |
| Belgium Singles Chart Wallonia     | 19             |
| Canadian Hot 100                   | 4              |
| Dannish Singles Chart              | 15             |
| Dutch Top 40                       | 5              |
| European Hot 100                   | 4              |
| Finnish Singles Chart              | 9              |
| French Singles Chart               | 17             |
| German Singles Chart               | 12             |
| Irish Singles Chart                | 3              |
| New Zeland Singles Chart           | 2              |
| Norwegian Singles Chart            | 6              |
| Slovakia Singles Chart             | 11             |
| Swedish Singles Chart              | 6              |
| Swiss Singles Chart                | 8              |
| UK Singles Chart                   | 2              |
| US Billboard Hot 100               | 1              |
| US Billboard Hot R&B/Hip-Hop Songs | 2              |
| US Billboard Hot Rap Songs         | 1              |
| US Billboard Pop Songs             | 1              |
| US Billboard Radio Songs           | 1              |
| US Billboard Digital Songs         | 1              |
| US Billboard Ringtones             | 2              |
| US Billboard Latin Pop Songs       | 30             |
| US Billboard Latin Songs           | 29             |
| Japan Hot 100                      | 52             |
| iLike Libraries: Most Added        | 1              |
| iLike Profiles: Most Added         | 14             |

| 2008                               |    |
| US Billboard Hot Digital Songs     | 28 |
| US Billboard Hot Digital Tracks    | 34 |
| US Billboard R&B/Hip-Hop Songs     | 62 |
| US Billboard Hot 100               | 37 |
| US Billboard Hot 100 Airplay       | 61 |
| 2009                               |    |
| US Billboard Radio Songs           | 10 |
| US Billboard Hot 100               | 18 |
| US Billboard Hot R&B/Hip-Hop Songs | 17 |
| US Billboard Hot Pop Songs         | 15 |
| US Billboard Hot Digital Songs     | 28 |
| US Billboard Hot Master Ringtones  | 23 |
| European Hot 100 Singles           | 52 |
| Canadian Hot 100                   | 24 |

| Lista (2000-09)                              | Posición |
| -------------------------------------------- | -------- |
| US Billboard Radio Songs Of Decade           | 24       |
| US Billboard Rap Songs Of Decade             | 11       |
| US Billboard Hot 100 Songs Of Decade         | 37       |
| US Billboard Digital Songs Of Decade         | 17       |
| US Billboard Ringtones of Decade             | 47       |
| US Billboard Hot R&B/Hip-Hop Songs Of Decade | 78       |

| País           | Certificación | ventas    |
| -------------- | ------------- | --------- |
| Estados Unidos | 5× Platino    | 4 530 000 |
| Australia      | Platino       | 70 000    |
| Nueva Zelanda  | Platino       | 15 000    |
| Reino Unido    | Oro           | 400 000   |